# بلبل رگه‌دار
بلبل رگه‌دار یا بلبل پشت‌سبز (نام علمی: Ixos malaccensis)، یک گونه از پرندگان آوازخوان از خانواده بلبلان (Pycnonotidae) است که در شبه‌جزیره مالایی، سوماترا و بورنئو یافت می‌شود. زیستگاه طبیعی آن جنگل‌های دشت نمناک نیمه‌گرمسیری یا گرمسیری است. به دلیل نابودی زیستگاه نایاب می‌شود.